# Cryptocoryne yujii
Cryptocoryne yujii là một loài thực vật có hoa trong họ Ráy (Araceae). Loài này được Bastm. mô tả khoa học đầu tiên năm 2002.